# Liberation (album)
Liberation – album duetu Talib Kweli & Madlib wydany 1 stycznia 2007 roku nakładem wytwórni Blacksmith Records. Początkowo album był dostępny do legalnego, darmowego pobrania na stronie wytwórni Stones Throw Records i profilach muzyków na portalu MySpace. Obecnie album można kupić przez Internet.

## Lista utworów
1. "The Show"
2. "Funny Money"
3. "Time Is Right"
4. "Engine Runnin'" (gościnnie Consequence)
5. "Over The Counter"
6. "The Function" (gościnnie Strong Arm Steady)
7. "Happy Home" (gościnnie Candice Anderson)
8. "Soul Music"
9. "What Can I Do"